# Olsztyńska Szkoła Wyższa
Olsztyńska Szkoła Wyższa – polska niepubliczna uczelnia w Olsztynie powstała w 1 października 2019 roku, będąca kontynuatorem nauczania na niepublicznych uczelniach wyższych:
- Olsztyńskiej Szkoły Wyższej im. Józefa Rusieckiego (1997)
- Wyższej Szkoły Informatyki i Ekonomii TWP w Olsztynie (1997)
- Wyższej Szkoły Informatyki i Zarządzania im. Prof. Tadeusza Kotarbińskiego w Olsztynie (1996).

## Historia
Olsztyńska Szkoła Wyższa powstała 1 października 2019 roku z połączenia Wyższej Szkoły Informatyki i Ekonomii TWP w Olsztynie (1997) oraz Olsztyńskiej Szkoły Wyższej im. Józefa Rusieckiego (1997). Po połączeniu Uczelnia dołączyła do Grupy Uczelni Vistula. Pierwszym rektorem została dr Agnieszka Górska, była rektor WSIiE TWP. Dotychczasowy rektor OSW in. Józefa Rusickiego Adam Marzewski został prorektorem. Wszystkie dotychczasowe kierunki studiów obu uczelni w dniu powołania uczelni były kontynuowane w nowych strukturach.
W dniu powołania uczelni powstały trzy wydziały kształcące na kierunkach:
- Wydział Nauk Humanistyczno-Społecznych
  - Administracja
  - Ekonomia
  - Filologia angielska
  - Pedagogika
- Wydział Nauk o Zdrowiu
  - Fizjoterapia
  - Kosmetologia
  - Wychowanie fizyczne
- Wydział Zamiejscowy w Kętrzynie
  - Administracja
  - Ekonomia

Siedzibę i adres uczelni zlokalizowano w dawnym budynku WSIiE TWP przy ul. Jagiellońskiej 59. Pod tym adresem zlokalizowano także Wydział Nauk Humanistyczno-Społecznych. W dawnym budynku OSW im. J. Rusickiego przy ul. Bydgoskiej 33 mieści się Wydział Nauk o Zdrowiu.
1 października 2022 w struktury OSW została włączona kolejna niepubliczna uczelnia Wyższa Szkoła Informatyki i Ekonomii im. Prof. Tadeusza Kotarbińskiego (1996). Dotychczasowe kierunki kształcenia WSIiZ zostały włączone w struktury Wydziału Nauk Humanistyczno-Społecznych, z jednoczesną zmianą nazwy jednostki.
- Wydział Nauk Humanistyczno-Społecznych i Technicznych (dołączone kierunki):
  - Informatyka
  - Zarządzanie
  - Zarządzanie i inżynieria produkcji

## Władze
- Rektor: dr Agnieszka Górska
- Prorektor: Adam Marzewski